# Dalia Grinkevičiūtė
Dalia Grinkevičiūtė (Kaunas, 28 mei 1927-25 december 1987) was een Litouwse arts en schrijver. Ze is vooral bekend om haar memoires over het ballingschap en onderdrukking door de Sovjet-Unie. Deze werden vanaf 1979 in meerdere edities gepubliceerd. Ze maken nu deel uit van het Litouwse schoolcurriculum en zijn vertaald in het Engels en Duits.

## Biografie
Ze werd geboren in Kaunas en studeerde aan het lokale meisjesgymnasium. Na de Sovjet-bezetting van Litouwen werd het gezin verbannen in de eerste golf van deportaties die in juni 1941 plaatsvond. Dalia's vader werd gescheiden van de rest van het gezin en stierf in de Oeral. Dalia, haar moeder en haar broer werden eerst naar de Altaj gestuurd en vervolgens naar Trofimovsk (Трофимовский пгт) in Jakoetië getransporteerd, een gevangeniseiland in de delta van de Lena, ver boven de poolcirkel. Veel van de gedeporteerden stierven van kou en honger.
In 1949 wist ze samen met haar moeder te ontsnappen en keerde terug naar Litouwen, waar ze zich een jaar lang verstopte in de huizen van vrienden en familieleden in Kaunas. Haar moeder stierf en werd begraven terwijl ze nog ondergedoken was. Dalia werd opnieuw gearresteerd en naar het Oenzjlag-kamp in Soechobezvodnoje in de Oblast Gorky gestuurd. In 1953 werd ze opnieuw verbannen naar Jakoetië, maar het jaar daarop, toen de omstandigheden versoepelden na de dood van Stalin, kreeg ze het recht om medicijnen te studeren in Omsk. Ze keerde weer terug naar Kaunas en zette daar haar medische opleiding voort, en studeerde in 1960 (op 33-jarige leeftijd) af aan de plaatselijke medische school. Ze ging aan de slag als dokter in Laukuva. Ze werkte tot 1974, toen ze door de Sovjet-autoriteiten uit haar baan werd ontslagen en zelfs haar serviceflat haar werd ontnomen.
Grinkevičiūtė stierf in 1987 op zestigjarige leeftijd en ligt begraven op de Eiguliai-begraafplaats in Kaunas.

## Memoires
Grinkevičiūtė liet twee versies van haar memoires achter. De eerste, onvolledige maar meer gedetailleerde versie, werd in 1949-1950 geschreven. Ze waren verstopt in een pot in de tuin van Grinkevičiūtė en werden in 1991. De tekst werd in 1996 ontcijferd en gepubliceerd door het Vytautas de Grote Oorlogsmuseum. Een Engelse vertaling, Shadows on the Tundra, door Delija Valiukenas werd in 2018 uitgegeven door Peirenne Press. Haar tweede memoires werden in 1979 gepubliceerd in de Russische dissidente samizdat Pamjat (Herinnering). In Litouwen werden haar memoires voor het eerst gepubliceerd in 1988. Ze werden in het Engels vertaald en in 1990 gepubliceerd in het tijdschrift Lituanus.
- Bibliothèque nationale de France: cb155392947 (data)
- Gemeinsame Normdatei: 1048687252
- International Standard Name Identifier: 0000 0001 0914 5650
- Library of Congress Control Number: n99276339
- Nationale Bibliotheek van Letland: 000207262
- Système universitaire de documentation: 202360172
- Virtual International Authority File: 71705493
- WorldCat: E39PBJrWwVyCd6bxdRPDfwhfv3